# لیپید
لیپیدها رده‌ای از ترکیبات آلی دارای هیدروکربن هستند که از مواد بنیادین برای ساختار و کارکرد سلول‌های زنده به‌شمار می‌آیند و از مولکول‌های زیستی هستند. لیپیدها ترکیبات آلی نامتجانسی (هتروژنی) هستند که معمولاً در آب نامحلول ولی عمدتاً در حلال‌های غیرقطبی محلول هستند و به کمک حلال‌های آلی می‌توان آن‌ها را از بافت‌های مختلف استخراج کرد. تعریف بالا که به وسیلهٔ بلور Bloor ارائه شده‌است در تمام موارد صادق نیست؛ زیرا محلول بودن این ترکیبات در حلال‌های آلی عمومیت ندارد و نمی‌تواند پایه و اساس تقسیم‌بندی قرار بگیرد. برای نمونه فسفاتیدها؛ اسفنگومیلین‌ها و سربروزیدها که از ترکیبات لیپیدی هستند به ترتیب نامحلول در استون و اتر هستند. لیپیدها دارای اتم‌های اکسیژن، نیتروژن، فسفر و هیدروژن علاوه بر کربن در ساختار خود هستند.

## نقش لیپیدها
لیپیدها در ساختمان غشاهای زیستی شرکت می‌کنند. مادهٔ ذخیره‌ای جهت تاُمین انرژی هستند. بهترین حلال برای ویتامین‌های محلول در چربی هستند. اسیدهای چرب ضروری بدن را تأمین می‌کنند. در پدیدهٔ شناسایی سلول نقش مهمی دارند. مواد مناسبی برای حفظ جانداران خون‌گرم که در قطبین زندگی می‌کنند به‌شمار می‌آیند و در بیوسنتز ترکیبات شبههورمون به‌خصوص پروستاگلندین‌ها شرکت می‌کنند.

## تقسیم‌بندی
لیپیدها را از دیدگاه‌های مختلفی تقسیم‌بندی می‌کنند:
ساده و مرکب (صابون شدنی و صابونی نشدنی):
بر اساس بود و نبود اسید چرب در ساختمان چربی‌ها آن‌ها را به دو دستهٔ لیپیدهای ساده و مرکب تقسیم می‌کنند. وجود اسید چرب در ساختمان لیپیدهای مرکب امکان تهیهٔ صابون از این ترکیبات را می‌دهد. از این رو به چربی‌های قابل صابونی شدنی (Saponifiable lipids) معروف شده‌اند. عدم وجود اسید چرب در ساختمان لیپیدهای ساده این ترکیبات را صابونی نشدنی (Non-saponifiable) می‌کند.
لیپیدهای مرکب خود به گروه‌های مختلف تقسیم می‌شوند. در آسیل گلیسرول‌ها و فسفوگلیسریدها الکل مشترک، گلیسرول است که با اسیدهای چرب تولید استر می‌کنند. در اسفنگولیپیدها الکل آمین‌داری که به الکل اسفنگوزینی معروف‌اند با اسید چرب استر می‌شوند و بالاخره موم‌ها استر اسیدهای چرب با الکل‌های بزرگ مولکول هستند.
چربی‌های ساده نیز به گروه‌های مختلف تقسیم می‌شوند که مهم‌ترین آن‌ها ترپن‌ها، استروئیدها و پروستاگلندین‌ها هستند.
جدول زیر خلاصهٔ طبقه‌بندی چربی‌ها را نشان می‌دهد:

### لیپیدهای مرکب
۱-آسیل گلیسرول‌ها ---->استر اسیدهای چرب با گلیسرول
۲-فسفوگلیسریدها---->استر اسیدهای چرب با گلیسرول-۳-فسفات
1. اسفنگولیپیدها ---->استراسیدهای چرب با الکل‌های آمین دار
2. موم‌ها ---->استر اسیدهای چرب با الکل‌های چرب منوهیدروکسیلیک بزرگ مولکول یا با استرول‌ها.

### لیپیدهای ساده
1. ترپن‌ها---->پلیمرهای خطی یا حلقوی ایزوپرن
2. استروئیدها---->مشتق از کلسترول (مثل هورمون‌های جنسی)
3. پروستاگلندین‌ها---->در اثر حلقوی شدن آراشیدونیک اسید به‌وجود می‌آیند.
4. پیگمان‌ها
5. ویتامین‌های محلول در چربی

### گلیسرول
الکل سه عاملی است که به هر نسبتی در آب حل می‌شود ولی در اتانول و سایر حلال‌های آلی بسیار کم محلول است. مایعی است شیرین؛ شفاف؛ بدون رنگ و بو؛ در حضور مواد آب‌گیر مانند HSO4K و در مجاورت گرما؛ آب از دست داده به آلدئید دودکننده با بوی بد که مخاط را به شدت آزار می‌دهد تبدیل می‌شود. به‌وجود آمدن آکرولئین با این مشخصات راهی برای تشخیص گلیسرول است.
اسیدهای چرب
فرمول کلی اسیدهای چرب به صورت RCOOH است و فرمول عمومی آن‌ها را با بنیان‌های سیر شده می‌توان به صورت CH3(CH2)n_COOH نوشت که در آن n از دو تا چهل تغییر می‌کند و در بیشتر موارد زوج است. شاید فراوانی اسیدهای چرب زوج کربن در طبیعت یکی به دلیل آسانی سنتز آن‌ها و دیگری به علت سنتز آن‌ها از ترکیبات دو کربنه باشد.
متجاوز از صد نوع اسید چرب از آبکافت (هیدرولیز) لیپیدهای مختلف به دست آمده‌است که عموماً در داشتن یک عامل کربوکسیل انتهایی و یک زنجیرهٔ طویل هیدروکربنی مشترک هستند. گاهی انشعابات جانبی در زنجیرهٔ هیدروکربنی دیده می‌شود اما اکثراً به صورت خطی و بدون انشعاب هستند. برخی اسیدهای چرب به صورت حلقوی نیز دیده می‌شوند اما چون در ساختمان چربی‌ها شرکت نمی‌کنند از این رو به چربی‌های غیرطبیعی معروفند. مثل اسید شولموگریک که غیر اشباع بوده و از ۱۸ اتم کربن ساخته شده‌است یا پروستاگلندین‌ها که از حلقوی شدن آراشیدونیک اسید تولید می‌شوند.